# Busbahnhof Faro de Maspalomas

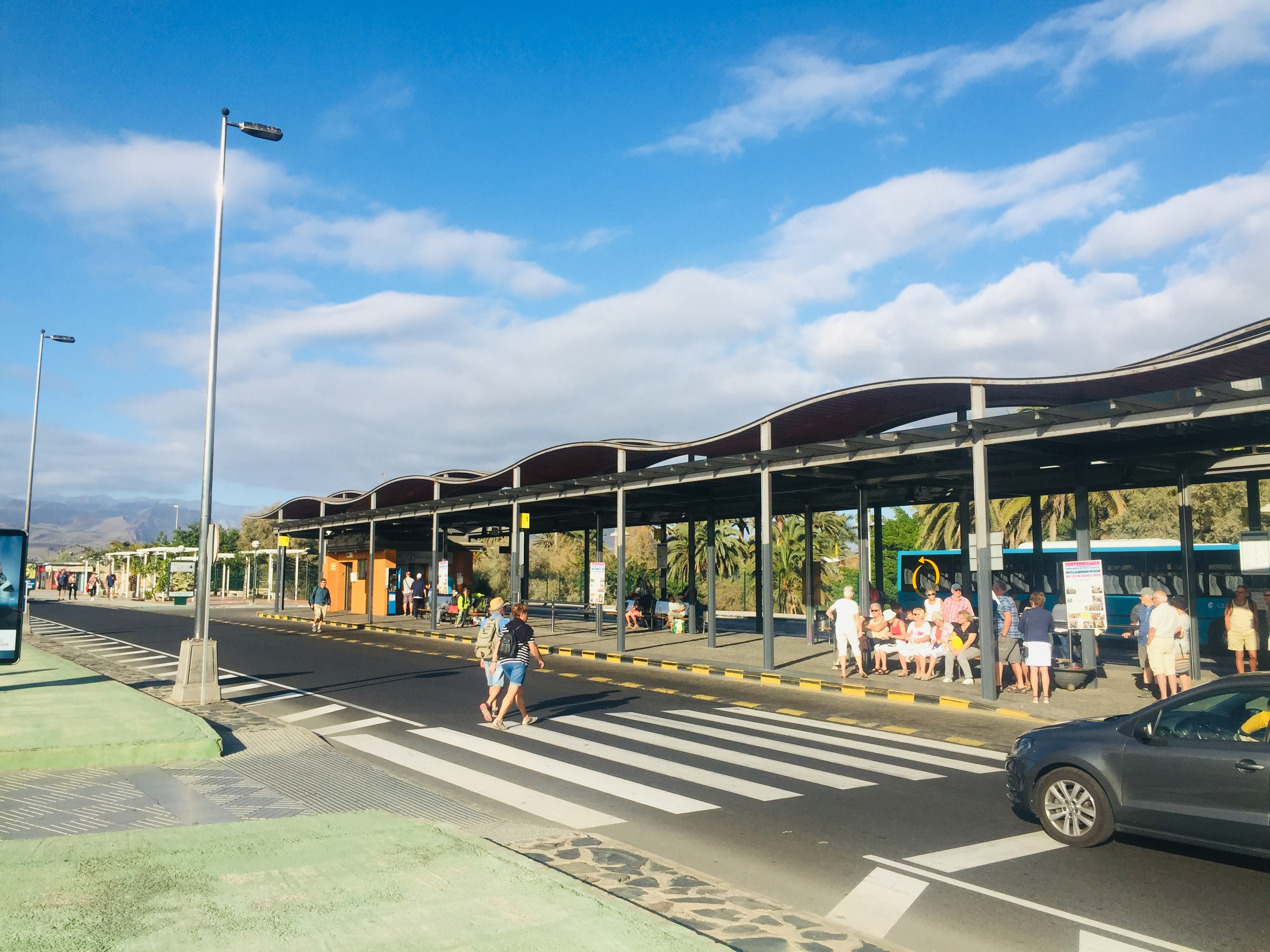
Busbahnhof Faro de Maspalomas (2019)

Der Busbahnhof Faro de Maspalomas (span. Estación de Faro de Maspalomas) ist ein Busbahnhof in der Stadt Maspalomas auf der Kanareninsel Gran Canaria. Er befindet sich etwa 300 m nördlich des namensgebenden Faro de Maspalomas.

## Lage und Aufbau
Der Busbahnhof befindet sich etwa 300 m nördlich des namensgebenden Faro de Maspalomas. Er ist als Rondell gebaut, das eine große Haltestelleninsel mit Kiosk und Toiletten beinhaltet. In seiner direkten Umfeld befinden sich mehrere Hotelanlagen. Darüber hinaus sind Faro (Leuchtturm), Strandpromenade sowie ein Einkaufszentrum im 300-m-Einzugsbereich erreichbar.

## Bedienung

### Überlandbus
Der Busbahnhof am Faro de Maspalomas ist Ausgangspunkt einiger Überlandbuslinien auf Gran Canaria. Betrieben werden sie von der Verkehrsgesellschaft Global. Diese Überlandbusse erschließen auch Maspalomas und Playa del Inglés.
- 01 Las Palmas G. C. (San Telmo) – Aeropuerto – Faro de Maspalomas – Puerto de Mogán
- 05 Las Palmas G. C. (San Telmo) – Aeropuerto – Faro de Maspalomas
- 18 Faro de Maspalomas – San Bartolomé – Tejeda
- 25 Playa Arinaga – Faro de Maspalomas
- 30 Las Palmas G. C. Santa Catalina – Las Palmas G. C. (San Telmo) – Faro Maspalomas
- 32 Puerto de Mogán – Faro de Maspalomas – Playa del Inglés
- 33 Playa del Inglés – Faro de Maspalomas – Puerto Rico – Puerto de Mogán
- 36 Telde – Faro de Maspalomas
- 39 Playa del Inglés – Faro Maspalomas – Playa de Amadores
- 41 Carrizal – Faro Maspalomas
- 50 Las Palmas G. C. (San Telmo)  – Faro Maspalomas
- 52 Castillo del Romeral – San Fernando – Faro de Maspalomas – Castillo del Romeral
- 66 Aeropuerto – Faro de Maspalomas
- 73 San Fernando – Faro de Maspalomas
- 90 Telde – Faro de Maspalomas

## Zukunft
Seit 2012 wird auf Gran Canaria eine Bahnstrecke geplant, welche auf einer Strecke von 48 Kilometern Länge Faro de Maspalomas im Süden mit Las Palmas San Telmo im Norden verbinden soll. Das 1,6 Milliarden Euro teure Projekt soll die überlastete Autopista del Sur GC-1 entlasten. Faro de Maspalomas wird dann der südliche Endbahnhof der Eisenbahnstrecke sein. Dabei ist die Strecke im Bereich von Maspalomas als Tunnel projektiert. Die Fahrzeit nach Las Palmas soll 15 Minuten betragen. Zwischen Maspalomas und Las Palmas wird er neun weitere Zwischenstationen, darunter einen Halt am Flughafen haben.